# Montreuil-sur-Maine
Montreuil-sur-Maine é uma comuna francesa na região administrativa da Pays de la Loire, no departamento de Maine-et-Loire. Estende-se por uma área de 11,13 km². Em 2010 a comuna tinha 785 habitantes (densidade: 70,5 hab./km²).